# エウクテモン (クレーター)
エウクテモン (Euctemon) は、月の表側にある大きなクレーターであり、月の北部に位置する。天気暦を編纂し、星座と気候との関係について言及した古代ギリシアの天文学者、エウクテモンにちなんで名づけられた。
エウクテモンは高緯度に位置しるため、地球からエウクテモンを観察すると、南北方向に大きく潰れた楕円形に見える。エウクテモンの南東の周壁にはバイヨーが隣接しており、エウクテモンの南西には巨大な壁平原であるメトンが位置している。また、エウクテモンの北北東にはド・ジッターが位置している。
エウクテモンの底面は、エウクテモンの形成後に流入した溶岩によって覆われており、水平に近く、特徴のほとんどない平坦な地形をしている。エウクテモンの周壁は隕石の衝突などによって大きく風化している。エウクテモンの底面には数多くの微小クレーターが存在し、エウクテモンの南西部の周壁内側には「エウクテモンK」と呼ばれる小クレーターが位置している。
エウクテモンHはエウクテモンの西側の周壁を大きく破壊しており、エウクテモンHの東側の周壁とエウクテモンの西側の周壁を共有している。ただし、エウクテモンの西側には隙間があり、エウクテモンの底面とエウクテモンHの底面が連結している。エウクテモンに隣接するバイヨーはエウクテモンと周壁を共有しており、共有する周壁の上にはエウクテモンNが位置している。

## 従属クレーター
エウクテモンのごく近くにある小さな無名のクレーターについては、アルファベットを付加することによって識別される。
| 名称          | 月面緯度     | 月面経度     | 直径  |
| ------------- | ------------ | ------------ | ----- |
| エウクテモンC | 北緯 76.2 度 | 東経 38.9 度 | 20 km |
| エウクテモンD | 北緯 77.1 度 | 東経 39.2 度 | 20 km |
| エウクテモンH | 北緯 76.3 度 | 東経 26.6 度 | 16 km |
| エウクテモンK | 北緯 75.9 度 | 東経 28.4 度 | 7 km  |
| エウクテモンN | 北緯 75.5 度 | 東経 33.1 度 | 8 km  |